# Середа Захар Назарович
Захар Назарович Середа (15 грудня 1904, село Пустовійтове, тепер Кременчуцького району Полтавської області — 1982, місто Кишинів, тепер Молдова) — український радянський діяч, військовослужбовець, командир роти, підполковник РСЧА. Депутат Верховної Ради СРСР 1-го скликання.

## Життєпис
Народився в багатодітній селянській родині. Закінчив сільську школу. До 1923 року працював у власному сільському господарстві в селі Пустовійтове Кременчуцького округу. У 1923 році вступив до комсомолу.
Освіта середня. У 1923—1924 роках — курсант дивізійної школи 25-ї стрілецької дивізії РСЧА.
З січня 1924 до липня 1954 року — військовослужбовець РСЧА.
Член ВКП(б) з 1929 року.
У 1932 році закінчив військові курси перекваліфікації.
На 1937 рік — командир бронетанкової роти окремого розвідувального батальйону 25-ї стрілецької дивізії РСЧА, старший лейтенант РСЧА. У 1939 році брав участь у боях з японськими військами біля Халхин-Гола в Монголії.
Учасник німецько-радянської війни. Служив у 141-му танковому полку 61-ї танкової дивізії та 49-му гвардійському танковому полку.
Після демобілізації проживав у місті Кишиневі.

## Звання
- старший лейтенант
- майор
- підполковник
- полковник

## Нагороди
- орден Леніна (17.05.1951)
- три ордени Червоного Прапора (17.11.1939, 3.11.1944, 30.04.1954)
- орден Червоної Зірки (22.02.1938)
- орден Полярної Зірки (Монгольська Народна Республіка) (15.08.1959)
- медаль «За взяття Будапешта»
- медаль «За взяття Відня»
- медаль «За перемогу над Німеччиною у Великій Вітчизняній війні 1941—1945 рр.»
- медаль «30 років Халхин-Гольської перемоги» (Монгольська Народна Республіка) (15.08.1969)
- медаль «50 років Монгольської народної аромії» (Монгольська Народна Республіка) (15.03.1971)
- медалі